# Aéroport de Tourou
L'aéroport de Tourou  est un aéroport desservant Parakou, dans le département du Borgou, au Bénin. Il a pour objectif de remplacer celui de Parakou.

## Situation
'
| \| 20 km1:1 857 000 \| Bembèrèkè Cana Cotonou-Cadjehoun Djougou Kandi Natitingou Parakou Porga Savè |
| 20 km1:1 857 000                                                                                    |

Carte statique des aéroports du Bénin.Carte dynamique des aéroports du Bénin.